# 狩野博幸
狩野 博幸（かの ひろゆき、1947年9月4日 - ）は、日本の日本近世美術史家。前京都国立博物館名誉館員。

## 略歴
福岡県糸島市出身。1970年九州大学文学部哲学科美学・美術史専攻卒業。1974年同大学院文学研究科博士課程中退。
帝塚山大学助教授就任。
1980年京都国立博物館研究員、美術室長、京都文化資料研究センター長。その間、「没後200年 伊藤若冲」展（2000年）、「The Art of Star Wars（スター・ウォーズ）」展（2003年）、「曾我蕭白 無頼という愉悦」展（2005年）などを企画した。2006年3月25日から4月9日にかけて、京都国立博物館で開催された、文化庁海外展帰国記念「18世紀京都画壇の革新者たち」展を最後に退職、同志社大学文化情報学部教授に就任。2018年定年退任。

## 著書
- 『近世風俗画』全5巻（淡交社、1991年）
- 『伊藤若冲大全』（小学館、2002年）
- 『新発見・洛中洛外図屏風』（青幻舎、2007年） ISBN 9784861521027
- 『曾我蕭白-荒ぶる京の絵師』（臨川書店、2007年） ISBN 9784653039327
- 『狩野永徳の青春時代 洛外名所遊楽図屏風』（アートセレクション：小学館　2007年）
- 『もっと知りたい曾我蕭白 生涯と作品』（アート・ビギナーズ・コレクション：東京美術、2008年）
- 『江戸絵画の不都合な真実』（筑摩選書、2010年）
  - 『江戸絵画　八つの謎』（ちくま文庫、2022年）ISBN 978-4-480-43852-2
- 『秀吉の御所参内・聚楽第行幸図屏風』（青幻社、2010年）
- 『もっと知りたい河鍋暁斎 生涯と作品』（アート・ビギナーズ・コレクション：東京美術、2013年）
- 『若冲の歌を聴け　狩野博幸美術論集成』（小学館、2023年）ISBN 978-4-09-682413-9

### 主な編著・監修
- 『歌麿』（名宝日本の美術22：小学館、1981年）
- 『曽我蕭白』（日本の美術：至文堂、1987年）
- 『蕭白 水墨画の巨匠 第8巻』（講談社、1995年）
- 『曾我蕭白』（新潮日本美術文庫12：新潮社、1997年） ISBN 410-6015323
- 『清長と錦絵』（日本の美術：至文堂、1996年）
- 『目をみはる伊藤若冲の『動植綵絵』（小学館、2000年）
- 『光琳芸術の基層』（日本の美術：至文堂、2004年）
- 『桃山絵画の美 天才、異才、奇才の華麗なる世界』（別冊太陽 日本のこころ：平凡社、2007年）
- 『異能の画家 伊藤若冲』（解説の一人、とんぼの本：新潮社、2008年）
- 『若冲 広がり続ける宇宙』（角川文庫、2010年） 
  - 『若冲』（角川ソフィア文庫 ジャパノロジー・コレクション、2016年4月） ISBN 404400157-X。
- 『反骨の画家 河鍋暁斎』（河鍋楠美と解説、とんぼの本：新潮社、2010年）ISBN 4106022052
- 『江戸の動植物図譜』（監修、河出書房新社、2015年6月）ISBN 978-4-309-25560-6
- 『若冲の世界 異才・若冲の超絶技巧を味わう』(TJ MOOK) 監修. 宝島社, 2016.10
- 『葛飾北斎傑作100選 《富嶽三十六景》から《北斎漫画》まで、北斎の代表作を完全網羅!』 (TJ MOOK) 監修. 宝島社, 2016.11
- 『若冲ワンダフルワールド』辻惟雄, 小林忠,太田彩,池澤一郎, 岡田秀之共著. 新潮社・とんぼの本, 2016.3
- 『若冲その尽きせぬ魅力。』監修, ペン編集部 編. CCCメディアハウス, 2016.4
- 『知っておきたい国宝130選 (TJ MOOK. 知りたい!得する!ふくろうBOOKS) 監修. 宝島社, 2016.8
- 『知られざる日本に眠る若冲 完全保存版』監修. エクスナレッジ, 2017.11
- 『江戸の美術大図鑑』並木誠士, 今橋理子 共監修. 河出書房新社, 2017.6
- 『ゆかいな浮世絵 滑稽と諷刺の世界』監修. 河出書房新社, 2019.11
- 『浮世絵に描かれた刀剣と勇士の世界』監修. 河出書房新社, 2019.3
- 『江戸の花鳥画譜』監修. 河出書房新社, 2020.1
- 『江戸の美しい生物画集成』監修. 河出書房新社, 2020.5
- 『筆ペンで描く鳥獣戯画の世界 なぞるだけで誰でも上手に描ける』(TJ MOOK) 監修. 宝島社, 2020.7

## 参考ウェブサイト
- 影山, 幸一 (2010年3月15日).  artscape: “曾我蕭白《群仙図屏風》狂気なる自我──「狩野博幸」”.   大日本印刷. 2020年2月26日閲覧。